# Aguadulce
Aguadulce és una localitat de la província de Sevilla, situada a la Comunitat Autònoma d'Andalusia, Espanya. A l'oest limita amb els termes municipals d'Osuna, on el riu Blanco fa de frontera entre les dues localitats i a l'est limita amb els municipis de Gilena i Estepa. Les altures més importants del municipi són el Cerro Real al nord-est amb 300m, Las Porqueras al sud-est amb 306m, Rompesquinas al sud amb 300m i La Molina al Nord amb 296m.

## Història
Al Turó Real s'hi han trobat algunes destrals de l'edat de bronze, que daten de l'any 2000 aC aproximadament, similars a d'altres del sud-est de la península (Almeria, Múrcia, i regions de Granada). Segurament són restes d'un assentament en aquest pujol. S'especula la possible relació entre aquests assentaments i la posterior cultura dels Tartessos. Les restes tartèssies trobades a Osuna fan pensar que la serra sud en general i Aguadulce especialment podrien haver estat sota el domini d'aquest regne.
Després de la desintegració dels Tartessos al voltant del segle VI aC, víctimes de l'expansió cartaginesa, foren els pobles íbers i entre ells els turdetans (establerts al sud-oest de la península entre el segle VI aC i el segle ii aC) els qui van recollir l'herència d'aquest regne en la regió andalusa. Entorn dels masos Embarra, Porta, Zorzal, Corito, l'Indiano, la Carabinera, i les Marques, se situa Fernández Guerra la marruca turdetana, pels vestigis oposats en aquesta zones. Aguadulce hagué de posseir ja, una població prerromana. Andalusia aviat va quedar sota la tutela de Roma, en la regió denominada Bètica, dividida al seu torn en 4 districtes o convents, Hispalis, Gades, Corduba i Astigi (Écija]) districte al qual pertanyia Aguadulce. Són nombrosos els objectes d'èpoques romana trobats en el terme municipal de Aguadulce sobretot en els masos Zorzal, les Marques, l'Indiano, la Carabinera, els Molins, romanents de les viles romanes, així com al Turó Real. Aquesta vil·les hagueren de dependre de l'antiga Ipora, ciutat hispanoromana. Se sap que aquesta ciutat de dubtosa localització, (doncs bé podria estar també en la zona de Montoro, Còrdova) gràcies a esments d'autors clàssics com Heródoto o Plinio el Vell, així com obres com l'Itinerari Antonino ens donen pistes sobre les ciutats de la zona. Les restes arqueològiques més importants trobades a Aguadulce són: El cap d'una estàtua de Minerva, deessa romana, de 18 cm de grandària i, possiblement, del segle II de la nostra era -aquesta escultura va ser lliurada al museu arqueològic provincial hispalense l'estiu de l'any 1946-; una escultura del déu Bacus, avui dia pertanyent a una col·lecció particular d'Osuna. Un succés històric rellevant a la zona va ser la batalla de Munda, on Juli Cèsar va derrotar els fills de Pompeyo i va decidir l'ocàs de la República Romana. Algunes fonts estableixen el lloc del conflicte entre el pla existent entre les localitats del Ros i la Lantejuela, la qual cosa deixa a Aguadulce, possible Ipora, com espectadora de primera fila d'aquesta batalla celebrada el dia 17 de març de l'any 47 aC i que va posar fi a la guerra civil. A partir del segle iii de la nostra era, amb la crisi socioeconòmica patida per tot l'imperi romà, especialment per la part occidental, va tenir lloc un decaïment de la vida urbana. Després de la desaparició d'Ipora, la zona es va reduir a una petita agrupació d'habitatges al costat del rierol, mantingudes per les hortes. Així va romandre Aguadulce després de la conquesta dels visigots i encara durant l'època musulmana.

## Demografia
| 1996  | 1998  | 1999  | 2000  | 2001  | 2002  | 2003  | 2004  | 2005  | 2006 | 2007 | 2008 | 2009 | 2010 |
| ----- | ----- | ----- | ----- | ----- | ----- | ----- | ----- | ----- | ---- | ---- | ---- | ---- | ---- |
| 1.956 | 1.966 | 1.953 | 1.958 | 1.968 | 1.981 | 1.970 | 1.982 | 1.993 | 2010 | 2060 | 2124 | 2149 | 2181 |

La població d'Aguadulce ha anat variant considerablement al llarg dels anys. Va passar de tenir 100 habitants l'any 1750 a tenir-ne 1.000 un segle més tard. De 1850 a 1940 es va produir el creixement demogràfic més important que ha patit històricament la població, arribant als 3500 habitants. La Guerra Civil Espanyola i la postguerra van provocar que nombroses famílies s'exiliessin a regions estrangeres, principalment a França i Alemanya o a altres zones estatals més pròsperes, com València i Barcelona. Degut a aquestes migracions, el poble va patir un notable descens demogràfic. Actualment la població de la localitat sembla augmentar superant la franja dels 2100 habitants.

## Cultura popular
Segons una antiga llegenda, el Cerro Real guarda en el seu interior un carro d'or. Aquesta llegenda podria tenir una certa versemblança, ja que en altres llocs d'Europa s'han trobat representacions similars, totes elles d'origen cèltic.